# Itajuípe
Itajuípe is een gemeente in de Braziliaanse deelstaat Bahia. De gemeente telt 20.490 inwoners (schatting 2009).